# Večerniške vojne
Večerniške vojne (1282—1302 in 1313-1372) je skupno ime za vrsto spopadov in vojn med Aragonci (danes Španci) in Anžujci (Francozi), ki se je odvijala v glavnem v Kraljevini Siciliji in Neapeljskem kraljestvu. Ime izhaja iz začetnega povoda za spopade, to je iz ljudske vstaje proti francoskim oblastem po večernicah velikonočnega ponedeljka leta 1282. Večerniške vojne je treba razumeti kot eno od prvih poglavij špansko-francoskih vojn za oblast nad Sredozemljem med dvanajstim in osemnajstim stoletjem.

## Ozadje
Po smrti Manfredija in Corradina (1266) so na Siciliji zavladali Francozi  v osebi Karla I. Anžujskega, ki je zelo trdo nastopil proti domačinom. Na velikonočni ponedeljek 30. aprila 1282. se je v Palermu, pred cerkvijo Svetega Duha (chiesa del Santo Spirito), po zaključku večerne molitve, začel upor imenovan sicilske večernice. Kakor poročajo tedanje kronike, je francoski vojak imenovan Drouet hotel izvesti osebno preiskavo ene od prisotnih dam in je začel iskati orožje pod njenim krilom. Dama je od sramu omedlela, njen soprog pa je potegnil Drouetovo sabljo in njega samega umoril. To je bila iskra, ki je razvnela požar splošnega ljudskega nezadovoljstva. Kot protest so domačini po vsej Siciliji z orožjem nastopili proti Francozom in začeli pobijati vsakogar, ki ni govoril njihovega jezika. V naslednjih šestih tednih so pobili 4000 Francozov.
Upori domačinov proti Francozom so se vrstili po vsej Siciliji in Karel I. je organiziral protinapad. Po tedanjih virih naj bi poslal na Sicilijo 24 tisoč konjenikov in 90 tisoč mož pehote, kar pa današnji zgodovinarji omejujejo na skupno število 5 tisoč vojakov.. Ta vojska se je ob koncu maja 1282 izkrcala severno od Mesine in jo takoj začela oblegati, s čimer je bil onemogočen dostop upornikom iz Reggio Calabrie (tedaj še samo Reggio), na čigar pomoč so Mesinčani računali.
Kmalu po uporu so se Sicilijanci obrnili na Petra III. Aragonskega, da bi jim pomagal osvoboditi se od francoske oblasti, ki so jo predstavljali Anžujci. Ker so ga priznavali za naslednika Manfredija Sicilskega, saj je poročil njegovo hčer, so mu ponudili sicilsko krono. Peter je ponudbo sprejel in za rešitev napetosti na otoku tudi  poskušal dobiti podporo Bizanca, vendar neuspešno.
Sicilijanci so se obrnili za pomoč tudi na papeža Martina IV., Francoza po rodu, ki je ne samo odbil prošnjo, temveč upornike celo izobčil..

## Prvo obdobje vojn (1282—1302)
Obleganje Mesine velja za začetek prve večerniške vojne. Mesina je uspešno odbijala francoske napade; obleganje, ki se je povleklo do konca septembra, je ni izvojevalo. Vsa sicilska mesta so bila združena proti Anžujcem, razen mesta Sperlinga (danes v pokrajini Enna), ki je nudilo pomoč in zatočišče francoski vojski za približno eno leto.
Aragonska flota se je izkrcala v Trapaniju 30. avgusta. S tem se je ljudski upor razvil v politično vojno med Anžujci in Aragonci. Na strani Aragoncev so bili samo sicilski domačini, Anžujce pa so podpirali Francija, Papeška država in vsi gvelfi na Apeninskem polotoku.
Ker se je obleganje Mesine zavleklo preko pričakovanja in ker je aragonska vojska nemoteno prodirala v notranjost otoka, je Karel I. ob koncu septembra zapustil Sicilijo in se vrnil v Neapelj.

### Aragonska posest
Aragonci so bili nemoteni lastniki Sicilije in so s Sicilijanci sklenili dogovor, po katerem niso anektirali Sicilije, temveč so si pridržali pravico do imenovanja svojega namestnika na otoku. Prvi kraljevi namestnik oziroma regent na Siciliji je bila Konstanca, Manfredijeva hči in Petrova soproga. Aragonci se vsekakor niso zadovoljili s pridobitvijo Sicilije. Peter se je izkrcal v Kalabriji in do februarja 1283 zavzel večino kalabrijske obale. Trenutno premagan, je Karel predlagal, da s Petrom Aragonskim rešita spor z omejenim spopadom po viteški navadi, kjer bi si stalo nasproti po sto konjenikov na vsaki strani. Peter je to sprejel. Viteški spopad je bil predviden za 1. junij v Bordeauxu, sodnik pa bi moral biti angleški kralj Edvard I., ki pa ni hotel sodelovati pri tem, tako da se boj ni odvil. Vsled tega sta stopila na anžujsko stran francoski kralj Filip III. Hrabri in papež Martin IV., ki je obnovil izobčenje aragonskega kralja Petra III. in mu preklical oblast nad Sicilijo in celo nad Aragonijo. Določil je, da pripada Aragonsko kraljestvo trinajstletnemu Karlu Valois, bratu francoskega prestolonaslednika Filipa IV. Lepega. Nato je leta 1284 pozval na križarsko vojno proti Aragoncem.
Peter III. Aragonski se je zaradi težav v Aragoniji vrnil v Španijo in njegov admiral Roger de Llúria (ali Ruggiero De Lauria) je nadaljeval z vojno na jugu Italije. Z močno floto je podjarmil vso kalabrijsko obalo. Leta 1283 je premagal anžujsko-provansalsko floto v bitki pri Malti in Malto zavzel. Anžujska flota je bila skoraj uničena. Karel II. Anžujski je bil ujet skupaj z 42 ladjami.

### Križarska vojna
Toda Peter Aragonski se je soočal z novo grožnjo - Aragonsko križarsko vojno, za katero so se bili navdušili Francozi in domači gvelfi. Številna križarska vojska pod vodstvom kralja Filipa III. Hrabrega je na poti proti Siciliji prečkala Roussillon, aragonski fevd, kjer je pomorila domala vse prebivalce glavnega mesta Elne..
Niti Aragonci niso mirovali. Francoska flota je bila premagana pri otokih Les Formigues in po pripovedovanju trubadurjev je bilo 300 francoskih vojakov oslepljenih razen enega, ki mu je bilo ohranjeno eno oko, da bi tovariše privedel domov s sporočilom: Niti ribe ne bodo varno plavale v Sredozemskem morju brez aragonskega dovoljenja.. Poleg tega je francosko vojsko močno prizadela epidemija griže. Zbolel je tudi francoski prestolonaslednik Filip IV. Lepi. Francozi so bili prisiljeni na pogajanja o svobodnem prehodu kraljeve družine preko Pirenejev. Ta je dobila svoboden prehod, ne pa tudi francoska vojska, ki je bila zdesetkana pri preboju v Francijo.
Zgodovinar Henry J. Chaytor je mnenja, da je bila Aragonska križarska vojna »najbolj nepravičen, najbolj nepotreben in najbolj poguben podvig vseh kapetinskih vladarjev«.

### Premirja
Leto 1285 je bilo usodno za potek vojne, saj so med januarjem in novembrom umrli vsi glavni protagonisti: Karel I. Anžujski 7. januarja, papež Martin IV. 28. marca, francoski kralj Filip III. Plešasti 5. oktobra, Peter III. Aragonski 10. novembra.
S pogodbo iz Tarascona leta 1291 je Aragonska krona tudi uradno pripadla Petrovemu nasledniku Alfonsu III. Aragonskemu in papež Nikolaj IV. je ukinil razne prepovedi in izobčenja. Pogodba iz Anagnija je leta 1295 vrnila Anžujcem Majorko, Ibizo in Menorko, ki so v teku spopadov prešle na Aragonce. Obe pogodbi sta ostali le na papirju.
Čeprav so si sledile mirovne pogodbe in mednarodni sporazumi, vojne še ni bilo konec in spopadi so se ponavljali. Na Siciliji je nasledil Petra III. sin Jakob II. Pravični (ali Jakob I. Sicilski), ki je hotel ukiniti vojno z Anžujci, zato je odstopil Sicilijo papežu in ta jo je izroči Karlu II. Anžujskemu. Sicilijanci so se temu uprli, parlament je Jakoba odstavil (1295) in predal krono njegovemu bratu Frideriku III. Sicilskemu. Friderik je preklical Jakobovo in papeževo odločitev. Od tega trenutka so tudi Aragonci postali nasprotniki Sicilijancev in samega Friderika.

### Obnovitev sovražnosti
Aragonska flota je zato napadla Sicilijo. Friderik III. je začel invazijo na Kalabrijo leta 1296. Zavzel je nekaj mest in sprožil upor v Neaplju. Poleg tega se je pogajal z gibelinskimi mesti Toskane in Lombardije in pripomogel k uporu proti papežu.
Jakob je resno nameraval izpolniti svoj del sporazuma iz leta 1295. Dobil je podporo najboljših in najsposobnejših očetovih ljudi, še posebej admirala Rogerja di Llúria. Z njegovo pomočjo je premagal sicilsko floto pri rtu Orlando (1299), kjer je skoraj ujel kralja Friderika. V tem času so se Anžujci izkrcali na Siciliji in zavzeli Catanio, ki so jo Sicilijanci uspeli kasneje spet pridobiti. Dne 14. junija 1300 je Roger de Lauria premagal Sicilijance in ujel Friderika III., kateremu je pa uspelo zbežati, baje s pomočjo samega admirala, njegovega prijatelja iz mladih let. Ostali ujetniki, med katerimi so bili zadnji preživeli začetniki večerniškega upora, so v zaporu kmalu pomrli od pomanjkanja. Na zahtevo papeža se je leta  1302 Karel Valois izkrcal na Siciliji, vendar mu je malarija zdesetkala vojsko, zato je bil primoran prositi za mir.

### Mirovni sporazumi
Mir je bil sklenjen 31. avgusta 1302 v Caltabellotti pri Agrigentu. Ta pogodba izrecno določa delitev Kraljevine Sicilije na dva dela: Regnum Siciliae citra Pharum (= Kraljevina Sicilija tostran svetilnika) in Regnum Siciliae ultra Pharum (= Kraljevina Sicilija onstran svetilnika), pri čemer je svetilnik opredeljen kot skrajna vzhodna točka otoka Sicilije.
Po tem mirovnem sporazumu je bil Friderik III. priznan za »kralja Trinakrije«, to je otoka Sicilije oziroma kraljevine tostran svetilnika. Karel II. Neapeljski je bil priznan kot kralj kontinentalnega dela bivše kraljevine (kopno onstran svetilnika), to je bodočega Neapeljskega kraljestva. Leta 1303 je papež ratificiral ta sporazum, dodatno pa je bil sporazum potrjen s poroko Karlove hčerke s Friderikom III. Sicilskim.

## Drugo obdobje vojn (1313-1372)
Mir  v Caltabellotti je predvideval, da Friderik III. zapusti svojo kraljevino v dediščino Anžujcem, a seveda tega ni nameraval storiti ne on niti sicilski narod. Leta 1313 je sicilski parlament odločil, naj se Sicilija spet poimenuje Kraljevina Sicilija in ne več Kraljevina Trinakrija. Istočasno je potrdil Friderika za kralja Sicilije in njegovega sina Petra za prestolonaslednika. To je bil vzrok za ponovno odprtje sovražnosti. Friderik je odstopil leta 1337, a Peter je živel še samo pet let, nato ga je nasledil sin Ludvik, komaj šestleten, zato z regentstvom matere in strica Ivana Aragonskega ). Ludvik je že čez deset let umrl in nasledil ga je trinajstletni brat Friderik. Najprej Ivan Aragonski in nato tudi mladi kralj Friderik sta se trudila, da bi zaključila spor z Anžujci. Leta 1347 sta dosegla sporazum, ki ga pa parlament ni odobril. Ko je Ivan umrl za kugo, je moral mladi Friderik sam kljubovati Anžujcem, ki so postopoma pridobivali sicilsko zemljo, in notranjim političnim nasprotnikom. Sicilska aristokracija se je namreč delila na dve stranki. Latinska stranka je združevala pripadnike starih gibelinskih plemičev normanskega in langobardskega porekla, ki so simpatizirali z Anžujci. Katalanska stranka je bila sestavljena predvsem iz aragonskih in katalanskih plemičev, čigar predniki so izhajali iz Navarre in Asturije, nekateri so bili tudi daljni potomci Gotov. Leta 1362 je bil dosežen sporazum med tema dvema strankama.
Mirovna pogajanja so se vsekakor nadaljevala in dosegali so se delni napredki. Leta 1349 je Eleonora, hči Petra II. Sicilskega, poročila Petra IV. Aragonskega (kralja Aragonske krone), kar je obnovilo zavezništvo med Aragonci in Siciljanci. Leta 1356 je pred Catanio sicilska flota premagala neapeljsko in s tem zadala veliko škodo Anžujcem, ki se poslej niso več opomogli. Kljub temu se je vojna zavlekla vse do leta 1372, ko je bil po devetdesetih letih zaključen večerniški incident.
Mir je bil dosežen 20. avgusta v Avinjonu in podpisala sta ga Ivana Anžujska (tudi Ivana I. Neapeljska) in Friderik IV. Aragonski, s pristankom papeža Gregorja XI. Medtem ko je mir v Caltabellotti določal enakopravnost med dvema samostojnima državama, je avinjonska pogodba predvidevala, da je Friderik, kralj Trinakrije, Ivanin vazal. Dejansko je ta sporazum formalno ustanovil Neapeljsko kraljestvo in uresničil njegovo realno odcepitev od Kraljevine Sicilije. V poznejših letih, ko bodo Aragonci preklicali Ivanino oblast nad Sicilijo – ki jo je prav Avinjonski dogovor določil – in bodo zasegli Neapelj, se bosta obe enoti spet združili pod imenom Kraljevina Dveh Sicilij.

## V popularni kulturi
Leta 1838 sta francosko igro Les vêpres siciliennes napisala Eugène Scribe in Charles Duveyrier. Leta 1855 jo je Giuseppe Verdi uglasbil kot opero Sicilske večernice (I vespri siciliani). Leta 1949 je izšel italijanski film Sicilski upor, ki ga je režiral Giorgio Pastina.